# أولاد رحال (بني تسيريس)
أولاد رحال هو دُوَّار يقع بجماعة بني تسيريس، إقليم سيدي بنور، جهة الدار البيضاء سطات في المملكة المغربية. ينتمي الدوّار لمشيخة بني تسيريس التي تضم 19 دوار. يقدر عدد سكانه بـ 1670 نسمة حسب الإحصاء الرسمي للسكان والسكنى لسنة 2004.

## روابط خارجية
- البوابة الوطنية للجماعات الترابية
- المندوبية السامية للتخطيط